# Libor Došek (fotbalista, 1978)
Libor Došek (* 24. dubna 1978 Brno) je bývalý český fotbalový útočník, profesionální kariéru ukončil v létě 2016 v klubu 1. FC Slovácko. Ihned poté přijal nabídku stát se vedoucím A-mužstva Zbrojovky Brno.
Došek měří téměř dva metry, ve hře využíval především svých silových dispozicí a hry hlavou. Mimo ČR působil na klubové úrovni v Řecku v klubu Škoda Xanthi.

Od 19. října 2013 je členem Klubu ligových kanonýrů, který sdružuje fotbalisty se 100 a více nastřílenými prvoligovými góly. Získal ocenění „Hráč měsíce Synot ligy“ za září 2014. Jeho otec Libor Došek a strýc Eduard Došek byli hráči Zbrojovky Brno a oba se podíleli na jejím zatím jediném titulu ze sezony 1977/78.

## Klubová kariéra
Brněnský odchovanec se vrátil do Brna v roce 2000 po působení ve Starém Městě (dnes FC Slovácko) a vcelku úspěšném hostování v Blšanech. Patřil k úspěšnějším ligovým střelcům a v létě 2003 měl zamířit do ruského Rostova na Donu. Z toho nakonec sešlo a Došek přestoupil o půlrok později do Slovanu Liberec. V létě roku 2005 přestoupil do Sparty Praha.
Na začátku roku 2009 zamířil na půlroční hostování do řeckého celku Škoda Xanthi. Zde začal famózně, při svém ligovém debutu vstřelil hattrick Levadiakosu a výrazně přispěl k výhře 4:0. V následujícím pohárovém zápase přidal další branku proti AEK Athény (výhra 2:1).
Po návratu do ČR se mu nepodařilo vybojovat si pozici v kádru Sparty a odešel tak v lednu 2010 do Teplic.
V létě 2011 přestoupil z Teplic do Slovácka. 26. května 2013 v předposledním ligovém kole zařídil dvěma góly výhru 2:0 nad Baníkem Ostrava. 19. října 2013 po utkání s Libercem (výhra 4:2) se stal členem Klubu ligových kanonýrů, v zápase vstřelil dva góly.
V sezóně 2014/15 měl v začátku výbornou střeleckou formu, když v osmi úvodních ligových zápasech zaznamenal devět gólů. 20. září 2014 sestřelil hattrickem Duklu Praha, zápas nakonec skončil 5:1.
Po sezóně 2015/16 ukončil profesionální kariéru. Slovácko se na variantu hry bez Libora Doška připravovalo již během sezóny, když angažovalo jeho nástupce na hrotu útoku, tožského útočníka Francise Koného.
Od roku 2017 nastupuje v klubu FC Svratka Brno, hrající I.A třídu dospělých skupina A jihomoravského kraje.

## Reprezentační kariéra
V roce 2000 reprezentoval Českou republiku na Olympijských hrách v Sydney. Objevil se na hřišti v zápasech s Kuvajtem (prohra ČR 2:3) a s Kamerunem (1:1). Do prvního utkání proti USA (2:2) nezasáhl.

## Ligové statistiky
Aktuální k 1. červenci 2016
| Sezona         | Klub                         | Země           | Soutěž          | Zápasy | Góly |
| -------------- | ---------------------------- | -------------- | --------------- | ------ | ---- |
| 1996/97        | FC Boby Brno                 | Česko          | 1. liga         | 0      | 0    |
| 1997/98        | FC Synot Staré Město (host.) | Česko          | 2. liga         | 27     | 9    |
| 1998/99        | FC Boby Brno                 | Česko          | 1. liga         | 2      | 0    |
|                | FC Synot Staré Město (host.) | Česko          | 2. liga         | 11     | 3    |
|                | FK Chmel Blšany (host.)      | Česko          | 1. liga         | 15     | 2    |
| 1999/00        | FK Chmel Blšany (host.)      | Česko          | 1. liga         | 17     | 3    |
|                | FC Boby Brno                 | Česko          | 1. liga         | 11     | 3    |
| 2000/01        | 1. FC Brno                   | Česko          | 1. liga         | 27     | 3    |
| 2001/02        | 1. FC Brno                   | Česko          | 1. liga         | 24     | 6    |
| 2002/03        | 1. FC Brno                   | Česko          | 1. liga         | 25     | 10   |
| 2003/04        | 1. FC Brno                   | Česko          | 1. liga         | 15     | 7    |
|                | FC Slovan Liberec            | Česko          | 1. liga         | 12     | 3    |
| 2004/05        | FC Slovan Liberec            | Česko          | 1. liga         | 17     | 3    |
| 2005/06        | FC Slovan Liberec            | Česko          | 1. liga         | 1      | 1    |
|                | AC Sparta Praha              | Česko          | 1. liga         | 28     | 7    |
|                | AC Sparta Praha „B“          | Česko          | 2. liga         | 4      | 2    |
| 2006/07        | AC Sparta Praha              | Česko          | 1. liga         | 26     | 12   |
| 2007/08        | AC Sparta Praha              | Česko          | 1. liga         | 20     | 8    |
| 2008/09        | AC Sparta Praha              | Česko          | 1. liga         | 12     | 1    |
|                | AC Sparta Praha „B“          | Česko          | 2. liga         | 1      | 0    |
|                | Škoda Xanthi (host.)         | Řecko          | Řecká Superliga | 7      | 3    |
| 2009/10        | AC Sparta Praha              | Česko          | 1. liga         | 0      | 0    |
|                | AC Sparta Praha „B“          | Česko          | 2. liga         | 2      | 0    |
|                | FK Teplice                   | Česko          | 1. liga         | 13     | 2    |
| 2010/11        | FK Teplice                   | Česko          | 1. liga         | 19     | 2    |
| 2011/12        | 1. FC Slovácko               | Česko          | 1. liga         | 25     | 9    |
| 2012/13        | 1. FC Slovácko               | Česko          | 1. liga         | 27     | 13   |
| 2013/14        | 1. FC Slovácko               | Česko          | 1. liga         | 21     | 6    |
| 2014/15        | 1. FC Slovácko               | Česko          | 1. liga         | 25     | 16   |
| 2015/16        | 1. FC Slovácko               | Česko          | 1. liga         | 18     | 8    |
| Celkem 1. ligy | Celkem 1. ligy               | Celkem 1. ligy | Celkem 1. ligy  | 414    | 128  |
| Celkem 2. liga | Celkem 2. liga               | Celkem 2. liga | Celkem 2. liga  | 45     | 14   |

## Úspěchy
- 2000: Mistrovství Evropy U21 – 2. místo
- 2000: Fotbal na letních olympijských hrách, Sydney (Austrálie) – účast
- 2006: Vítěz Poháru ČMFS (AC Sparta Praha)